# Ifrane
Ifrane (arabă  إفران /يفرن; berberă ⵉⴼⵔⴰⵏ/ ⵢⴼⵔⵏ Ifran) este un oraș în Maroc.